# Lachlan McIntosh (politik)
Lachlan McIntosh (17. března 1725 Raits, Skotsko – 2. února 1806 Savannah) byl americký politik a brigádní generál v americké revoluční válce. V roce 1777 zastřelil v souboji Buttona Gwinnetta.

## Životopis
Lachlan McIntosh se narodil ve Skotsku poblíž města Badenoch v oblasti Skotské vysočiny. Jeho otec John Mòr McIntoshse se do Georgie přestěhoval v roce 1736 se skupinou 100 skotských osadníků; založili město New Inverness (později přejmenované na Darien) u ústí řeky Altamaha. John McIntosh vedl kolonisty, když káceli les aby na místě založili osadu. Život zde nebyl bezpečný, v roce 1737 byl jeho mladší bratr Lewis McIntosh zabit aligátorem při plavání v řece. Nová kolonie byla vysoce militarizovaná, sousedila Floridou, která v té době patřila Španělsku, i s pevnostním městem St. Augustine. Neustálé střety byly běžné. V jednom z těchto střetů v roce 1740 byl Lachlanův otec zajat Španěly a dva roky vězněn. Jeho zdraví se během zajetí zhoršilo a o několik let později zemřel. Po smrti otce byl McIntosh poslán do sirotčince, kde strávil dva roky. Poté odešel do pevnosti Fort Frederica a stal se kadetem. Jakobité ve Skotsku se opět pokusili o návrat Stuartovců na trůn. Lachlan a jeho bratr William plánovali cestu do Skotska. Měli v úmyslu připojit se k povstalcům, ale generál James Oglethorpe, který byl přítelem a rádcem mladého McIntoshe, oba přesvědčil, aby zůstali v Georgii.
V roce 1748 se McIntosh přestěhoval do Charlestonu v Jižní Karolíně, kde zastával pozici úředníka u Henryho Laurense, bohatého obchodníka a otrokáře. Laurens se stal jeho celoživotním přítelem a rádcem.
V roce 1756 se McIntosh oženil se Sarah Threadcraft. Brzy se s ní vrátil do Georgie. Získal území v deltě řeky Altamaha a otroky, kteří pracovali na jeho plantáži, kde pěstoval rýži.

### Americká revoluce
V roce 1770 se McIntosh stal lídrem v hnutí za nezávislost Georgie. V lednu 1775 pomáhal organizovat delegáty provinčního kongresu (Provincial Congress) v Darienu. Dne 7. ledna 1776 byl jmenován do funkce plukovníka georgijských milicí. Vedl 1. georgijský regiment, organizoval obranu města Savannah a pomohl odrazit britský útok v bitvě na řece Savannah (Battle of the Rice Boat). Byl povýšen do hodnosti brigádního generála kontinentální armády. Britové jej obvinili z obrany jižní Georgie před britským vpádem z Floridy, tehdy britským majetkem. Dne 22. října 1776 McIntosh nařídil svému bratru Vilémovi postavit pevnost na řece Satilla, aby chránil Georgii před napadením z Floridy. Pevnost byla první, která nesla jméno Fort McIntosh.

### Souboj s Gwinnettem
V letech 1776 až 1777 se McIntosh zapletl do hořkého politického sporu s Buttonem Gwinnettem, mluvčím Georgia Provisional Congress (prozatímního kongresu) v Georgii a radikálním whigovským vůdcem. Jejich osobní rivalita začala, když McIntosh vystřídal Gwinnetta jako velitele georgijského kontinentálního praporu na začátku roku 1776. Oba muži představovali protichůdné frakce v hluboce rozděleném hnutí Patriotů v Georgii. Gwinnett byl nucen ustoupit poté co bylo jeho velení zpochybněno opozičními silami uvnitř hnutí za nezávislost. Gwinnett, jehož velitelské ambice byly zmařeny, se stal delegátem kontinentálního kongresu a signatářem Deklarace nezávislosti Spojených států. Poté, co jeho spojenci získali kontrolu nad prozatímním kongresem, se Gwinnett vrátil do Georgie a uspěl ve volbě do funkce mluvčího kongresu. Krátce nato byl jmenován prezidentem a vrchním velitelem Committee of Safety (Výboru pro bezpečnost).
Tehdy Gwinnett začal dělat čistky ve vládě a armádě a zbavoval se svých politických soupeřů. Jedním z jeho prvních cílů byl George McIntosh, Lachlanův bratr, který se postavil proti Gwinnettově volbě. Gwinnett nechal George zatknout a obvinit ze zrady proti revoluci. Gwinnett navíc nařídil Lachlanu McIntoshovi vést vojenskou výpravu na Britskou Floridu. Tato operace byla špatně naplánována a výsledkem byla katastrofa; a Gwinnett a McIntosh se veřejně obviňovali z neúspěchu. Již tak napjatý vztah mezi dvěma muži vygradoval do skutečné nenávisti.
Dne 1. května 1777, Lachlan McIntosh, spolehlivý stoupenec guvernéra Johna Treutlena, oslovil Georgia assembly (valné shromáždění). Ve své řeči tvrdě odsoudil Gwinnetta, nazývaje jej „darebákem a lhářem“. Gwinnett McIntoshovi poslal písemnou výzvu, ve které požadoval buď omluvu nebo duel. McIntosh se odmítl omluvit a Gwinnett ho vyzval k souboji.
Dne 16. května, na poli vlastněném Jamesem Wrightem, pár kilometrů východně od Savannah, se Gwinnett a McIntosh utkali v souboji na pistole. Ve vzdálenosti 12 kroků se oba muži vyrovnali a vystřelili prakticky současně. Gwinnett byl střelen do stehna a McIntosh byl zasažen do nohy. McIntosh se ze svého zranění zotavil, ale Gwinnettova rána byla smrtelná a o tři dny později zemřel. Gwinnettovi spojenci obvinili McIntosha z vraždy, ale v následném soudním řízení byl zproštěn obvinění. George Washington, který se obával že Gwinnettovi přátelé by se mohli McIntoshovi mstít, mu nařídil, aby se 10. října ohlásil na velitelství kontinentální armády. Zimu 1777–1778 strávil s kontinentální armádou v údolí Valley Forge v Pensylvánii, kde velel několika plukům Severní Karolíny.

## Vojenská služba na západní hranici a na jihu
Dne 26. května 1778 převzal McIntosh velení Western Department of the Continental Army se sídlem ve Fort Pitt (dnešní Pittsburgh, Pensylvánie). Obnovil pořádek podél hranice a naplánoval útok na britskou pevnost Fort Detroit. Založil několik nových pevností včetně Fort Laurens, (pojmenovaných podle svého pro svého přítele a mentora Henryho Laurense. Laurens byl delegát druhého kontinentálního kongresu, vystřídal Johna Hancocka ve funkci prezidenta Kongresu. Když byl 15. listopadu 1777 do funkce schválen, byl signatářem Articles of Confederation a Fort McIntosh (poblíž dnešního Beaveru v Pensylvánii), aby se připravil na útok. Expedice proti Fort Detroit však nebyla úspěšná a jednotky byly nuceny se vrátit zpět dříve, než dorazily k pevnosti.
Ve funkci velitele Western Department of the Continental Army byl McIntosh 5. března 1779 nahrazen plukovníkem Danielem Brodheadem. Washington nařídil McIntoshovi, aby se vrátil na jih a připojil se ke generálovi Benjaminu Lincolnovi v Charlestonu v Jižní Karolíně. McIntosh pochodoval do Augusty v Georgii, kde velel georgijským jednotkám a pokračoval do Savannah, kde během obléhání Savannah velel 1. a 5. pluku Jižní Karolíny.
Po bitvě odešel do Charlestonu, kde bránil město před britskou armádou. Dne 12. května 1780 byl generál Lincoln nucen odevzdat město britskému generálovi Siru Henry Clintonovi (1730–1795). McIntosh byl zajat a zůstal v zajetí, dokud nebyl 9. února 1782 vyměněn za Charlese O'Haru. Válka skončila v roce 1783 Pařížským mírem, který uznal americkou nezávislost a předal východní a západní Floridu Španělsku.

### Další léta
McIntosh se vrátil na svou plantáž. Zjistil, že ji okupující Britové zničili. Pokusil se obnovit své majetkové a obchodní zájmy, ale zbytek života strávil v relativní chudobě. V roce 1784 byl zvolen do kontinentálního kongresu, ale nikdy se nezúčastnil. V roce 1785 byl jmenován komisařem pro záležitosti jihoamerických Indiánů. V roce 1787 byl požádán o pomoc při urovnání hraničního sporu mezi Georgií a Jižní Karolínou. V roce 1791 byl součástí delegace, která oficiálně přivítala prezidenta George Washingtona v Georgii..
McIntosh zemřel v Savannah v Georgii 20. února 1806.

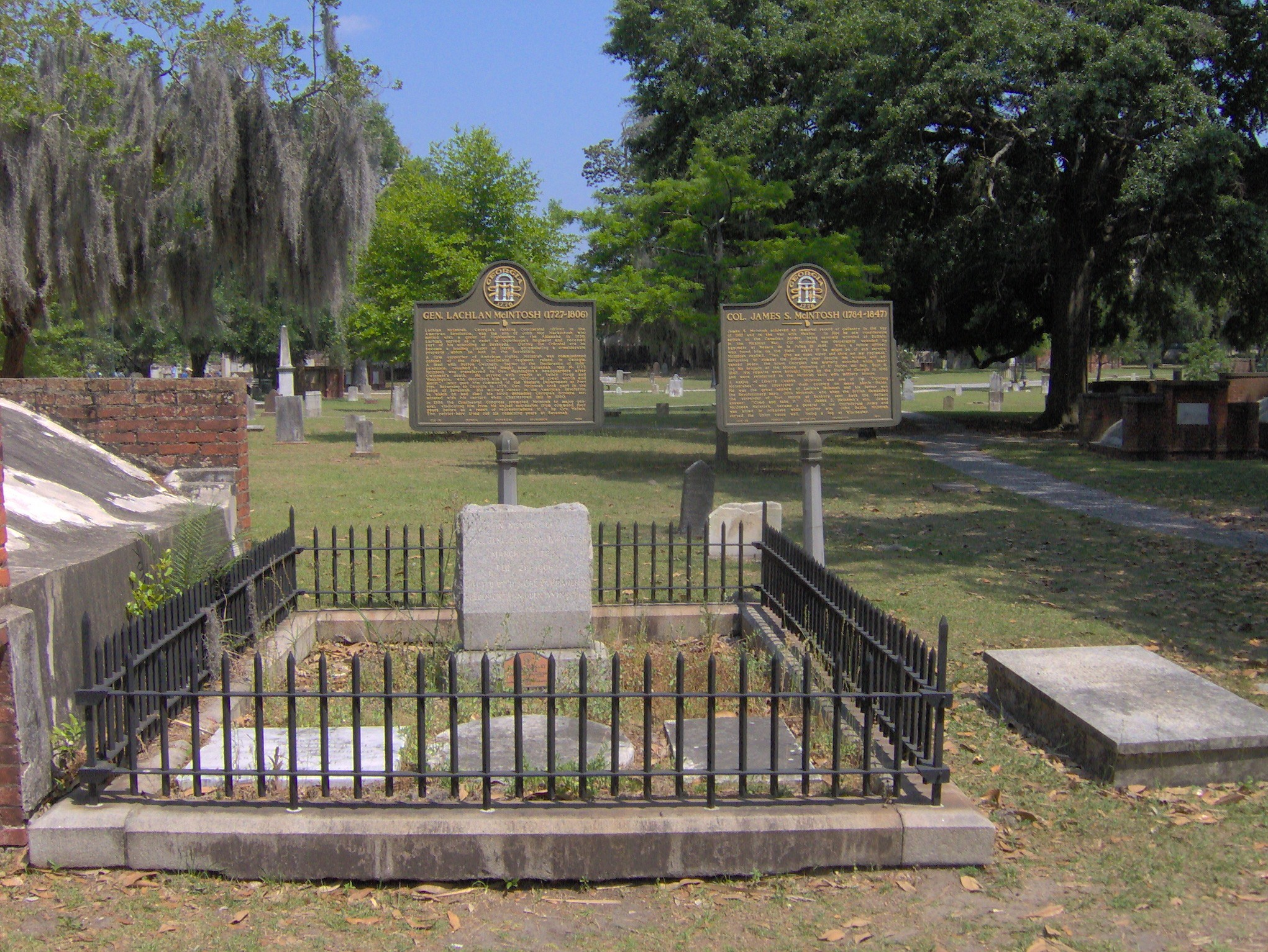
Hrob

McIntosh je pohřben vedle svého synovce plukovníka Jamese S. McIntoshe (1784–1847) na hřbitově v Colonial Park v historické čtvrti Savannah. Jeho skvělí synovci brigádní generál James M. McIntosh a brigádní generál John Baillie McIntosh byli oba veliteli na opačných stranách americké občanské války, známé také jako válka Severu proti Jihu.

## Odkaz
- Stát Georgie pojmenoval kraj McIntosh County na počest jeho rodiny. Stát má také kraj pojmenovaný pro Buttonu Gwinnettovi, muži, kterého McIntosh zabil v souboji.